# Unione Sportiva Lecce 1995-1996
Questa voce raccoglie le informazioni riguardanti l'Unione Sportiva Lecce nelle competizioni ufficiali della stagione 1995-1996.

## Stagione
Nella stagione 1995-1996 il Lecce disputa per la trentacinquesima volta il campionato di Serie C. Al nuovo allenatore Gian Piero Ventura viene affidata una rosa rifondata con gli innesti di Fabrizio Lorieri, Matteo Centurioni, Salvadore Bacci, Cristian Servidei, Francesco Zanoncelli, Vincenzo Mazzeo, Alessandro Cucciari, Cosimo Francioso, Tiziano De Patre e Francesco Palmieri. I reduci dell'annata precedente sono Fabio Macellari, Walter Monaco, Renato Olive, Giovanni Pittalis, Orazio Russo. La squadra si classifica al primo posto del girone C, vincendo il campionato con tre punti di distacco sul Castel di Sangro secondo e guadagnando così la promozione diretta in Serie B. Si segnala la coppia d'attacco composta da Cosimo Francioso, autore di 21 reti in campionato, e Francesco Palmieri, autore di 11 gol in campionato. 
Nella Coppa Italia i salentini eliminano il Cesena e il Napoli, per poi cadere al terzo turno, contro la Fiorentina.

## Divise e sponsor
Il fornitore di materiale tecnico per la stagione 1995-1996 è stato Asics, mentre lo sponsor di maglia Banca del Salento.
| Casa | Trasferta | Alternativa | Terza divisa |

## Rosa
| N. |                   | Ruolo | Calciatore           |
| -- | ----------------- | ----- | -------------------- |
|    | Italia (bandiera) | P     | Ivan Aiardi          |
|    | Italia (bandiera) | P     | Giuseppe Gatta       |
|    | Italia (bandiera) | P     | Fabrizio Lorieri     |
|    | Italia (bandiera) | P     | Alessandro Quarta    |
|    | Italia (bandiera) | C     | Salvadore Bacci      |
|    | Italia (bandiera) | D     | Rosario Biondo       |
|    | Italia (bandiera) | D     | Matteo Centurioni    |
|    | Italia (bandiera) | D     | Giampaolo Ceramicola |
|    | Italia (bandiera) | D     | Walter Dondoni       |
|    | Italia (bandiera) | D     | Fabio Macellari      |
|    | Italia (bandiera) | D     | Carmelo Mancuso      |
|    | Italia (bandiera) | D     | Francesco Zanoncelli |
|    | Italia (bandiera) | D     | Gianluca Stella      |
|    | Italia (bandiera) | C     | Alessandro Cucciari  |
|    | Italia (bandiera) | C     | Tiziano De Patre     |
|    | Italia (bandiera) | C     | Valerio Gazzani      |

| N. |                   | Ruolo | Calciatore                    |
| -- | ----------------- | ----- | ----------------------------- |
|    | Italia (bandiera) | C     | Simone Greco                  |
|    | Italia (bandiera) | C     | Vincenzo Mazzeo               |
|    | Italia (bandiera) | C     | Stefano Melchiori             |
|    | Italia (bandiera) | C     | Walter Monaco                 |
|    | Italia (bandiera) | C     | Renato Olive                  |
|    | Italia (bandiera) | C     | Giovanni Pittalis             |
|    | Italia (bandiera) | C     | Giovanni Quaranta             |
|    | Italia (bandiera) | C     | Giuseppe Torneo               |
|    | Italia (bandiera) | A     | Giampiero Cazzella            |
|    | Italia (bandiera) | A     | Claudio D'Onofrio             |
|    | Italia (bandiera) | A     | Cosimo Francioso              |
|    | Italia (bandiera) | D     | Giuseppe Luceri               |
|    | Italia (bandiera) | A     | Cosimo Nobile                 |
|    | Italia (bandiera) | A     | Francesco Palmieri (capitano) |
|    | Italia (bandiera) | A     | Orazio Russo                  |

## Calciomercato

### Acquisti
- Rosario Biondo -  Turris
- Giampaolo Ceramicola -  Reggina
- Valerio Gazzani -  Ternana
- Stefano Melchiori -  Modena
- Claudio D'Onofrio -  Fasano
- Francesco Palmieri -  Prato

### Cessioni
- Giuseppe Luceri -  Fidelis Andria
- Paolo Baldieri -  Perugia
- Vittorio Cozzella -  Viterbese
- Enio Bonaldi -  Livorno
- Egidio Notaristefano -  Perugia
- Stefano Melchiori -  Modena

## Risultati

### Serie C1

#### Girone di andata
| Nola 27 agosto 1995 1ª giornata | Nola              | 0 – 0 | Lecce | Stadio Piazza d'Armi\| Arbitro: \| Ferrarini (Parma) \| |
| Arbitro:                        | Ferrarini (Parma) |       |       |                                                         |

| Arbitro: | Calabrese (Avezzano) |

|                            |           |  |
| Francioso 18’ Palmieri 54’ | Marcatori |  |

| Arbitro: | Sirotti (Forlì) |

|                               |           |                        |
| Cefis 45’, 66’ Dell'Oglio 90’ | Marcatori | 2’ Mazzeo 63’ De Patre |

| Arbitro: | Rosetti (Torino) |

|                                 |           |                            |
| Palmieri 11’, 20’ Francioso 38’ | Marcatori | 5’ Battaglia 53’ De Simone |

| Arbitro: | Vendramin (Castelfranco Veneto) |

|            |           |  |
| Bonomi 49’ | Marcatori |  |

| Arbitro: | Pizzini (Verona) |

|                        |           |  |
| Francioso 7’ Bacci 31’ | Marcatori |  |

| Arbitro: | Nucini (Bergamo) |

|                       |           |               |
| Zanoncelli 90’ (aut.) | Marcatori | 65’ Francioso |

| Arbitro: | Alban (Bassano del Grappa) |

|                   |           |            |
| Palmieri 47’, 57’ | Marcatori | 64’ Gonano |

| Arbitro: | Gregoroni (Napoli) |

|                             |           |            |
| Bacci 33’ De Patre 63’, 73’ | Marcatori | 82’ Lauria |

| Arbitro: | Strazzera (Trapani) |

|                             |           |                          |
| M. Mirabelli 8’, 86’ (rig.) | Marcatori | 2’ Palmieri 85’ De Patre |

| Arbitro: | Capozzi (Vicenza) |

|                                  |           |                |
| Francioso 76’ (rig.), 90’ (rig.) | Marcatori | 48’ Campilongo |

| Gualdo Tadino 19 novembre 1995 12ª giornata | Gualdo            | 0 – 0 | Lecce | Stadio Carlo Angelo Luzi\| Arbitro: \| Urbano (Carbonia) \| |
| Arbitro:                                    | Urbano (Carbonia) |       |       |                                                             |

| Arbitro: | Guiducci (Arezzo) |

|                                |           |  |
| De Patre 8’ Francioso 14’, 75’ | Marcatori |  |

| Arbitro: | Pin (Conegliano Veneto) |

|                    |           |                                                         |
| Tatomir 68’ (rig.) | Marcatori | 20’ Servidei 30’ Cucciari 54’, 72’ Francioso 61’ Mazzeo |

| Arbitro: | Longo (Paola) |

|                                 |           |  |
| Francioso 66’, 89’ Palmieri 80’ | Marcatori |  |

| Arbitro: | Sputore (Vasto) |

|                     |           |            |
| Ferrigno 66’ (rig.) | Marcatori | 47’ Monaco |

| Roma 31 dicembre 1995 17ª giornata | Lecce                 | 0 – 0 | Lodigiani | Stadio Flaminio\| Arbitro: \| Linfatici (Viareggio) \| |
| Arbitro:                           | Linfatici (Viareggio) |       |           |                                                        |

#### Girone di ritorno
| Arbitro: | Corda (Cagliari) |

|               |           |  |
| Francioso 77’ | Marcatori |  |

| Arbitro: | Piretti (Ravenna) |

|                          |           |  |
| M. Moro 45’ Musumeci 75’ | Marcatori |  |

| Arbitro: | Alban (Bassano del Grappa) |

|                       |           |  |
| Russo 7’ De Patre 37’ | Marcatori |  |

| Arbitro: | Pirrone (Messina) |

|                            |           |  |
| Fabris 47’ Delle Donne 61’ | Marcatori |  |

| Arbitro: | Preschern (Mestre) |

|                   |           |  |
| Mazzeo 62’ (rig.) | Marcatori |  |

| Arbitro: | Guiducci (Arezzo) |

|                     |           |                      |
| Coraggio 55’ (rig.) | Marcatori | 41’ (rig.) Francioso |

| Arbitro: | Pin (Conegliano Veneto) |

|           |           |                |
| Russo 57’ | Marcatori | 88’ Carannante |

| Arbitro: | Rosetti (Torino) |

|             |           |                            |
| Falanga 63’ | Marcatori | 13’ Palmieri 68’ Francioso |

| Siena 24 marzo 1996 26ª giornata | Siena                      | 0 – 0 | Lecce | Stadio Artemio Franchi - Montepaschi Arena\| Arbitro: \| Cardella (Torre del Greco) \| |
| Arbitro:                         | Cardella (Torre del Greco) |       |       |                                                                                        |

| Arbitro: | Nucini (Bergamo) |

|                              |           |  |
| Bacci 17’ Francioso 67’, 87’ | Marcatori |  |

| Torre del Greco 6 aprile 1996 28ª giornata | Turris           | 0 – 0 | Lecce | Stadio Amerigo Liguori\| Arbitro: \| Pizzini (Verona) \| |
| Arbitro:                                   | Pizzini (Verona) |       |       |                                                          |

| Arbitro: | Sirotti (Forlì) |

|                    |           |                  |
| Francioso 48’, 73’ | Marcatori | 90’ (rig.) Serra |

| Arbitro: | Calabrese (Avezzano) |

|            |           |             |
| Luceri 74’ | Marcatori | 26’ Cortesi |

| Arbitro: | Pirrone (Messina) |

|                                                |           |                            |
| Francioso 23’ (rig.) Palmieri 25’ Cucciari 44’ | Marcatori | 17’ Chiappara 45’ Baglieri |

| Arbitro: | Ferrarini (Parma) |

|                    |           |              |
| Carruezzo 45’, 90’ | Marcatori | 15’ Palmieri |

| Arbitro: | Maselli (Lucca) |

|            |           |            |
| Monaco 61’ | Marcatori | 77’ Di Dio |

| Roma 26 maggio 1996 34ª giornata | Lodigiani           | 0 – 0 | Lecce | Stadio Flaminio\| Arbitro: \| Tomasi (Conegliano) \| |
| Arbitro:                         | Tomasi (Conegliano) |       |       |                                                      |

## Coppa Italia
| Arbitro: | Rodomonti (Teramo) |

|                                |           |                 |
| Mazzeo 21’ (rig.) Palmieri 72’ | Marcatori | 15’ G. Bizzarri |

| Arbitro: | Pellegrino (Barcellona Pozzo di Gotto) |

|              |           |  |
| Palmieri 69’ | Marcatori |  |

| Arbitro: | Boggi (Salerno) |

|  |           |                                                         |
|  | Marcatori | 1’ Rui Costa 38’ Batistuta 54’, 73’ Baiano 89’ Robbiati |

## Statistiche

### Statistiche di squadra
| Competizione | Punti | In casa | In casa | In casa | In casa | In casa | In casa | In trasferta | In trasferta | In trasferta | In trasferta | In trasferta | In trasferta | Totale | Totale | Totale | Totale | Totale | Totale | DR  |
| Competizione | Punti | G       | V       | N       | P       | Gf      | Gs      | G            | V            | N            | P            | Gf           | Gs           | G      | V      | N      | P      | Gf     | Gs     | DR  |
| ------------ | ----- | ------- | ------- | ------- | ------- | ------- | ------- | ------------ | ------------ | ------------ | ------------ | ------------ | ------------ | ------ | ------ | ------ | ------ | ------ | ------ | --- |
| Serie C1     | 61    | 17      | 14      | 3       | 0       | 34      | 10      | 17           | 2            | 10           | 5            | 17           | 19           | 34     | 16     | 13     | 5      | 51     | 29     | +22 |